# João Jorge, Duque de Saxe-Weissenfels
João Jorge, Duque de Saxe-Weissenfels (Halle, 13 de Julho de 1677 – Weissenfels, 16 de Março de 1712), foi um duque de Saxe-Weissenfels-Querfurt e membro da Casa de Wettin.
Foi o terceiro filho, mas primeiro a chegar à idade adulta de João Adolfo I, Duque de Saxe-Weissenfels, e da sua primeira esposa, a princesa Joana Madalena de Saxe-Altemburgo.

## Governo do Ducado
João Jorge sucedeu ao seu pai no governo de Saxe-Weissenfels após a sua morte a 24 de Maio de 1697. Uma vez que ainda era menor de idade, o príncipe-eleitor Frederico Augusto I da Saxónia assumiu a regência do ducado durante um breve período de tempo.
Tal como os seus dois predecessores, João Jorge estava interessado no desenvolvimento de uma flotilha, mas era também um grande mecenas das artes e das ciências. Durante o seu governo, Weissenfels tornou-se um dos maiores centros económicos e culturais da Alemanha, juntamente com Dresden.
Para manter a ordem durante celebrações cívicas, João Jorge criou as Companhias de Cidadãos (Bürgerkompanien), nas quais prestavam serviço os habitantes masculinos.
Imitando as condecorações atribuídas pela Sociedade Frutífera (que era liderada pelo seu avô), a 24 de Junho de 1704, João Jorge criou uma medalha que exortava as virtudes cavalheirescas "De la noble passion" com o lema "J’aime l’honneur, qui vient par la vertu" (pt: "amo a honra que vem com a virtude"). O estatutos desta ordem, que o duque escreveu em alemão e francês, exigiam que os seus membros vivessem um vida irrepreensível e fossem de origem nobre.
Durante a Grande Guerra do Norte, o ducado de Weissenfels foi ocupado por tropas suecas entre 1706 e 1707.
Uma vez que morreu sem deixar descendentes masculinos, João Jorge foi sucedido pelo seu irmão mais novo, Cristiano.

## Casamento e descendência
Em Jena, a 7 de Janeiro de 1698, João Jorge casou-se com a princesa Frederica Isabel de Saxe-Eisenach. Juntos, tiveram sete filhos:
1. Frederica de Saxe-Weissenfels (4 de Agosto de 1701 - 28 de Fevereiro de 1706), morreu aos quatro anos de idade.
2. João Jorge, Príncipe-Herdeiro de Saxe-Weissenfels (20 de Outubro de 1702 - 5 de Março de 1703), morreu aos cinco meses de idade.
3. Joaneta Guilhermina de Saxe-Weissenfels (31 de Maio de 1704 - 9 de Julho de 1704), morreu aos dois meses de idade.
4. Joaneta Amália de Saxe-Weissenfels (8 de Setembro de 1705 - 7 de Fevereiro de 1706).
5. Filho nadomorto (1706).
6. Joana Madalena de Saxe-Weissenfels (17 de Março de 1708 - 25 de Janeiro de 1760), casada com Fernando Kettler, Duque da Curlândia e Semigallia; sem descendência.
7. Frederica Amália de Saxe-Weissenfels (1 de Março de 1712 - 31 de Janeiro de 1714), morreu aos catorze meses de idade.

## Genealogia
| João Jorge, Duque de Saxe-Weissenfels | Pai: João Adolfo I, Duque de Saxe-Weissenfels | Avô paterno: Augusto de Saxe-Weissenfels                      | Bisavô paterno: João Jorge I, Eleitor da Saxônia            |
| João Jorge, Duque de Saxe-Weissenfels | Pai: João Adolfo I, Duque de Saxe-Weissenfels | Avô paterno: Augusto de Saxe-Weissenfels                      | Bisavó paterna: Madalena Sibila da Prússia                  |
| João Jorge, Duque de Saxe-Weissenfels | Pai: João Adolfo I, Duque de Saxe-Weissenfels | Avó paterna: Ana Maria de Mecklemburgo-Schwerin               | Bisavô paterno: Adolfo Frederico I, Duque de Mecklemburgo   |
| João Jorge, Duque de Saxe-Weissenfels | Pai: João Adolfo I, Duque de Saxe-Weissenfels | Avó paterna: Ana Maria de Mecklemburgo-Schwerin               | Bisavó paterna: Ana Maria da Frísia Oriental                |
| João Jorge, Duque de Saxe-Weissenfels | Mãe: Joana Madalena de Saxe-Altemburgo        | Avô materno: Frederico Guilherme II, Duque de Saxe-Altemburgo | Bisavô materno: Frederico Guilherme I, Duque de Saxe-Weimar |
| João Jorge, Duque de Saxe-Weissenfels | Mãe: Joana Madalena de Saxe-Altemburgo        | Avô materno: Frederico Guilherme II, Duque de Saxe-Altemburgo | Bisavó materna: Ana Maria do Palatinado-Neuburgo            |
| João Jorge, Duque de Saxe-Weissenfels | Mãe: Joana Madalena de Saxe-Altemburgo        | Avó materna: Madalena Sibila da Saxónia                       | Bisavô materno: João Jorge I, Eleitor da Saxónia            |
| João Jorge, Duque de Saxe-Weissenfels | Mãe: Joana Madalena de Saxe-Altemburgo        | Avó materna: Madalena Sibila da Saxónia                       | Bisavó materna: Madalena Sibila da Prússia                  |